# Интензивна пулсова светлина
Интензивната пулсова светлина, най-често наименована IPL (Intense pulsed light), е технология, която се използва за разнообразни процедури на кожата, включително обезкосмяване и фотоподмладяване. Технологията използва светлинен поток със спектър, вариращ между 515 nm и 1200 nm. Обикновено се използват филтри, които да ограничат спектъра, така че да могат да се таргетират ралични структури и хромофори. Сравнено с уредите за лазерна епилация, IPL системите могат да филтрират светлинния спектър така, че да с него да се третира по-голямо разнообразие от хромофори в човешката кожа.

## Дефиниция
С термина интензивна пулсова светлина се означава метода на използване на интензивни импулси некохерентна светлина, излъчвани в диапазон с дължина на вълната от 500 nm и 1200 nm, за обезкосмяване и други цели. Друг подобен метод е лазерната епилация. Главната разлика е в това, че лазерните процедури ползват генерирана чрез лазер кохерентна и монохроматична светлина.
Регулациите относно IPL и лазерната епилация се различават при различните регулаторни органи.
Двете технологии често се ползват погрешно като синоними. Има много абривиатури, с които се означава интензивната пулсова светлина – IPL, I2PL, UPL, VPL, SPL, SPFT, SPTF, SIPL, PTF, CPL, AFT, E-Light, ELOS, M-Light и др. Наименованието „интензивна пулсова светлина“ не е регистрирана търговска марка.
В някои случаи IPL уредите за обезкосмяване и тези за медицински се разграничават.

## Обезкосмяване
Първата IPL система, разработена специално за обезкосмяване, е регистрирана през 1997. Отчетената ефективност на уреда, измервана като степен на редуциране на окосмяването, е ~60%(12 седмици), 75%(1 година), 60%(2 години). Изследването включва 31 пациента.
Според изследване на Фицпатрик и Голдман, включващо 5 процедури в 4 седмичен интервал, IPL намаля окосмяването с 60%, 45% и 40% съответно за 4, 8 и 12 седмици след последната процедура. Това проучване е направено на база на 50 пациента.
Направени са още много изследвания на IPL технологията с различни апарати и върху различни типове кожа и цвят на окосмяването. Важно е да се отбележи, че всички изследвания сочат, че след прекратяване на процедурите се възвръща около 25% от първоначалното окосмяване. Под „трайно обезкосмяване“ в проучванията се има предвид дългосрочно устойчиво ресуциране на броя косми, които израстват наново след процедурите. Няма данни третирането с IPL да е премахнало изцяло и завинаги растежа на косми. Въпреки това, при голяма част от пациентите се забелязва перманентно премахване на значителна част от окосмяването.

## Цикъл на растеж на косъма
При IPL процедурите към повърхността на кожата се прилага концентрирана широкоспектърна светлина. Светлината преминава през кожата, достигайки до фоликула (корена) на косъма. Фоликулът обикновено е областта, в която концентрацията на меланин е най-висока, сравнено с останалите части на косъма. Светлината се превръща в топлинна енергия, която нагрява фоликула и го разрушава заедно с по-голямата част от косъма. Процедурата не е болезнена.
Интензивната топлина унищожава и голяма част от папила на косъма и по-тъмно оцветените капиляри, хранещи фоликула. Противно на някои твърдения, фотоепилацията не е метод за напълно отстраняване на окосмяването, а е средство за ограничаване на окосмяването за продължителен период от време. Това означава, че процедурите с IPL трайно ограничават израстването на косми по човешкото тяло, но не го премахват напълно.
Фоликулите на космите не са „активни“ през цялото време. Единствено активните фоликули се влияят и унищожават от процедурите, базирани на използването на светлина. Неактивните фоликули могат да бъдат засегнати едва когато се превърнат в активни. При IPL технологиите са необходими около 8 – 10 процедури, за да се премахне по-голямата част от видимото окосмяване.

## Положителен ефект върху кожата
Интензивна пулсова светлина успешно се прилага и за подобряване на цялостното състояние на кожата. В козметичните салони и дерматологичните центрове се използва термина „фотоподмладяване“. Методът се осъществява посредством облъчване със светлинна енергия на определени участъци от кожата. Облъчените участъци с IPL апаратура абсорбират светлинната енергия и по този начин се стимулира производството на нов колаген. Колагенът помага за възвръщане на здравия вид на стареещата кожа. При образуването на нов колаген се отстраняват фините бръчки и линии в третираните зони. Чрез фотоподмладяване се намалява зачервяването, особено забележимо при розацея (хронично кожно заболяване). С интензивна пулсова светлина се премахват петна по кожата, образували се вследствие на прекомерно излагане на слънце, намалява се размера на разширените пори, а кръвообращението се подобрява.

## Противопоказания
При определени състояния на кожата, заболявания и приемане на медикаменти не е препоръчителна употребата на уреди за обезкосмяване, базирани на светлината. Следният списък е валиден както за IPL, така и за лазерните процедури:
- Скорошна употреба на крем или спрей депилатоар;
- След скорошна употреба на кола маска или скубане на косми;
- Заразни болести по кожата – не е винаги противопоказателно, но изисква специално внимание;
- Херпес тип 1 и тип 2 в областта, която ще се третира – не е винаги противопоказателно, но изисква специално внимание;
- Травми по кожата, лезии, подутини или отворени рани;
- Келоиди или хипертрофични белези;
- Бенки или рак на кожата (кожен карцином);
- Слънчеви изгаряния;
- Тен, натурален или не;
- Епилепсия или други видове пристъпи, които биха могли да се проявят при мигаща светлина;
- Поликистозен овариален синдром (ПКОС);
- Базедова болест;
- Фотодерматози;
- Кърмене и бременност – завишените нива на хормони понижават ефективността на процедурите;
- Хирзитизъм – липсват противопоказания, но по-трудно се постига добър резултат;
- Татуировки или перманентен грим в зоната, която ще се третира;
- Фоточувствителни кремове;
- Някои лекарства също имат противопоказателен ефект – антикоагуланти (аспирин, хепарин), нестероидни противовъзпалителни средства ( ибупрофен , Diklofen), както и други лекарства и препарати, които могат да причинят фоточувствителни реакции;
- Нарушения при съсирването на кръвта;
- Черно облекло – може да се повлияе зле от директното излагане на светлинни импулси;
- Дори и ако уредът е настроен правилно, процедурата не е безболезнена. Може пациентът да усети дискомфорт.
- IPL уредите работят най-добре върху по-светла кожа.

## Друго приложение
IPL технологията се използва и при третиране на някои кожни нарушения:
- Пойкилодерма на Цивате
- Акне
- Спукани капиляри
- Враснали косми
- Васкуларни лезии
- Пигментни лезии (лунички, чернодробни петна, вродени белези)